# الگین (تگزاس)
الگین، تگزاس(به انگلیسی: Elgin, Texas) شهری در ایالت تگزاس از ایالات جنوبی ایالات متحده آمریکا است. در سرشماری سال ۲۰۰۰، جمعیت این شهر ۵۷۰۰ نفر اعلام شد.